# Leptolalax fritinniens
Leptolalax fritinniens é uma espécie de anfíbio anuros da família Megophryidae. Está presente em Malásia. A UICN classificou-a como em perigo de extinção.